# 애슐리 스콧
애슐리 스콧(Ashley Scott, 1977년 7월 13일 ~ )은 미국의 배우이다.

## 출연 작품
- A.I. (Artificial Intelligence: AI) - 저골로 메인 역
- S.W.A.T 특수기동대 (S.W.A.T.)
- 워킹 톨 (Walking Tall) - 데니 역
- 블루 스톰 (Into The Blue) - 아만다 역
- 저스트 프렌드 (Just Friends) - 재니스 역
- 제리코 (Jericho) - 에밀리 역
- 퍼프, 퍼프, 패스 (Puff, Puff, Pass, Living High) - 엘리스 역
- 킹덤 (The Kingdom, Operation: Kingdom) - 제니 리폰 역
- 시크릿 옵세션 (Secret Obsession) - 간호사 매스터스 역
- 쥬만지: 넥스트 레벨 (Jumanji: The Next Level)